# François Duchesne
François Duchesne, född den 22 mars 1616 i Paris, död den 8 juli 1693, var en fransk historiker. Han var son till André Duchesne.
Duchesne, som liksom fadern var rikshistoriograf, återutgav, med tillägg, sin fars Histoire des papes (1653) samt fortsatte tre av honom påbörjade arbeten: Histoire des cardinaux français (2 volymer, 1660−1666), Traité des officiers qui composent le Conseil d'état (1662) och Histoire des chanceliers et gardes des sceaux de France (1680).